# Zé Ricardo (futbolista nacido en 1998)
José Ricardo Avelar Ribeiro (Goiânia, 4 de septiembre de 1998) es un futbolista brasileño que juega como defensa en el C. D. Feirense de la Segunda División de Portugal.

## Trayectoria
Brasileño, llega a España con 8 años y empieza a dar sus primeros pasos en el mundo del fútbol de la mano del C. D. Leganés y Rayo Vallecano, donde comienza a destacar en su cantera. Tras abandonar el club se movió al fútbol portugués, compitiendo en el S. C. Mirandela y posteriormente en el C. D. Feirense de la Segunda División de Portugal durante tres temporadas, donde se convirtió en una de las grandes promesas de la categoría.
Su buen hacer en el fútbol luso lo llevó a la Segunda División de España, firmando por el C. D. Lugo el 7 de julio de 2022. Tras una sola campaña, en agosto de 2023 fichó por el AVS Futebol SAD. Rescindió su contrato en noviembre de 2024 y el siguiente mes de enero regresó al C. D. Feirense.

## Clubes
Actualizado al último partido disputado el 14 de mayo de 2025.
| Club               | País     | Año       | Partidos | Goles |
| ------------------ | -------- | --------- | -------- | ----- |
| Rayo Vallecano "B" | España   | 2016-2017 |          |       |
| S. C. Mirandela    | Portugal | 2017-2019 | 41       | 3     |
| C. D. Feirense     | Portugal | 2019-2022 | 70       | 1     |
| C. D. Lugo         | España   | 2022-2023 | 31       | 0     |
| AVS Futebol SAD    | Portugal | 2023-2024 | 23       | 1     |
| C. D. Feirense     | Portugal | 2025-     | 14       | 1     |